# シシリアン (1987年の映画)
『シシリアン』（The Sicilian）は、1987年制作のアメリカ映画。マイケル・チミノ監督。クリストファー・ランバート主演。
イタリア・シチリア島に実在した山賊、サルヴァトーレ・ジュリアーノの波乱に満ちた生涯と最期を描く。原作はマリオ・プーゾ小説「ザ・シシリアン」。
1969年制作のフランス映画『シシリアン』とは無関係であるし、リメイクでもない。

## スタッフ
- 監督：マイケル・チミノ
- 製作：マイケル・チミノ、ジョアン・カレリ
- 脚本：スティーヴ・シェイガン、ゴア・ヴィダル（クレジットなし）
- 原作：マリオ・プーゾ
- 製作総指揮：シドニー・ベッカーマン
- 撮影：アレックス・トムソン
- 音楽：デヴィッド・マンスフィールド

## キャスト
- サルヴァトーレ・ジュリアーノ：クリストファー・ランバート
- ボルサ公爵：テレンス・スタンプ
- ドン・マジーノ・クローチェ：ジョス・アクランド
- アスパヌ・ピショッタ：ジョン・タトゥーロ
- アドニス教授：リチャード・バウアー
- カミッラ公爵夫人：バルバラ・スコヴァ
- ジョヴァンナ：ジュリア・ボスキ
- マイケル・ウィンコット
- アンドレアス・カツーラス
- レイ・マカナリー

## 備考
小説「ザ・シシリアン」は「ゴッドファーザー」とリンクした番外編的作品である。これはマイケル・コルレオーネがシチリアに逃亡中の物語であり、原作では父・ヴィトー・コルレオーネにより、ジュリアーノをアメリカに逃す役目を与えられているが、映画では、もっぱらジュリアーノの生涯に焦点が当てられており、この話は出てこない。